# Wilhelm Stolze (Historiker)
Wilhelm Stolze (* 13. Juli 1876 in Berlin; † 10. November 1936 in Königsberg in Preußen) war ein deutscher Historiker.

## Leben
Stolze studierte an der Ruprecht-Karls-Universität Heidelberg und gehörte seit 1895 der Burschenschaft Allemannia Heidelberg an. Nach der Promotion zum Dr. phil. 1900 an der Friedrich-Wilhelms-Universität zu Berlin wurde er Mitarbeiter der Acta Borussica. Nach der Habilitation an der Universität Königsberg 1906 erhielt er dort 1916 den Professorentitel und wurde 1921 nichtbeamteter außerordentlicher Professor.

## Schriften (Auswahl)
- Zur Vorgeschichte des Bauernkrieges. Studien zur Verfassungs-, Verwaltungs- und Wirtschaftsgeschichte vornehmlich Südwestdeutschlands im ausgehenden Mittelalter. Leipzig 1900.
- Der deutsche Bauernkrieg. Untersuchungen über seine Entstehung und seinen Verlauf. Halle an der Saale 1907.
- Die Gründung des Deutschen Reiches im Jahre 1870. München 1912.
- Bauernkrieg und Reformation. Leipzig 1926.
- Ostpreußens geschichtliche Sendung. Zur 700-Jahrfeier der Verbindung Ostpreußens mit Deutschland. Langensalza 1931.